# Can Serra Puigdemont
Can Serra Puigdemont és una obra d'Olot (Garrotxa) inclosa a l'Inventari del Patrimoni Arquitectònic de Catalunya.

## Descripció
És un xalet de planta rectangular amb teulat a quatre aigües, estructurat amb planta baixa i primer pis. La façana principal té un cos sortit amb forma de tribuna, amb finestres de punt rodó, i que es converteix en terrassa al primer pis. Les obertures de la casa són rectangulars i decorades amb un frontó partit. Els murs estan arrebossats i estucats amb color ocre. Els angles de la casa i els marcs de les obertures són de color blanc.

## Història
L'any 1916, Manuel Malagrida, un olotí que havia fet fortuna a Amèrica, va encarregar a l'arquitecte J. Roca i Pinet el projecte de l'eixample d'Olot que havia d'estendre's entre el passeig de Barcelona, el riu Fluvià i la Torre Castanys. Seguint les indicacions de Malagrida, Roca va plantejar un model de ciutat-jardí per a l'eixample amb zones verdes i cases aïllades i dibuixà una disposició radio-cèntrica de carrers amb dos focus: la plaça d'Espanya i la plaça d'Amèrica, units pel Pont de Colom. Malagrida va encarregar a l'arquitecte Bonaventura Bassegoda la seva casa, que hauria estat bastida entre 1920 i 1922. Les cases es van bastir a poc a poc, però cal destacar la gran empenta constructiva que va haver-hi en aquesta zona després de la guerra civil.